# Helichrysum italicum
Ne pas confondre avec feuilles de curry
Espèce
L'Immortelle d'Italie (Helichrysum italicum), souvent nommée plante au curry, plante cari, fleur de Saint-Jean ou hélichryse italienne dans le langage courant en aromathérapie,, est une espèce de plantes à fleurs de la famille des Asteraceae et du genre Helichrysum. Elle est présente tout autour de la Méditerranée. Elle prend la forme d'un petit buisson de 40 à 60 cm en hauteur, fleurissant jaune d'or de mai à août. Elle est réputée pour sa forte fragrance, et on l'utilise couramment pour en extraire de l'huile essentielle, à partir de souches cultivées. Dans plusieurs pays, c'est une espèce protégée.
Le terme « Helichrysum » vient du grec helios, soleil, et chrysos, or (allusion à la couleur générale de la fleur). L'appellation « italicum », vient du latin italicus, Italie, région où la plante a été décrite pour la première fois. L'appellation française d'« immortelle » viendrait de la conservation exceptionnellement longue des bouquets secs.

## Description

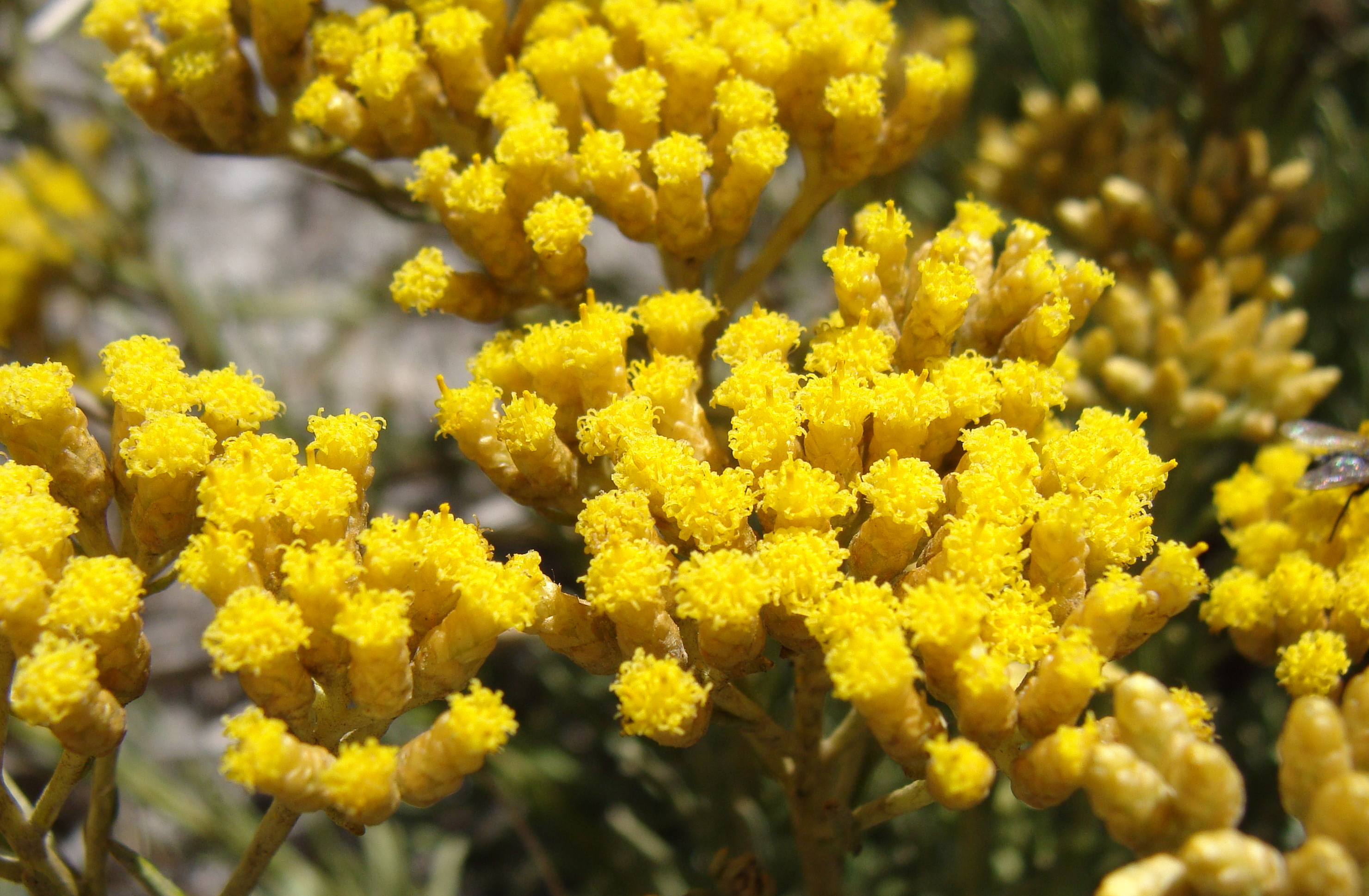
Helichrysum italicum spp serotinum, capitules.

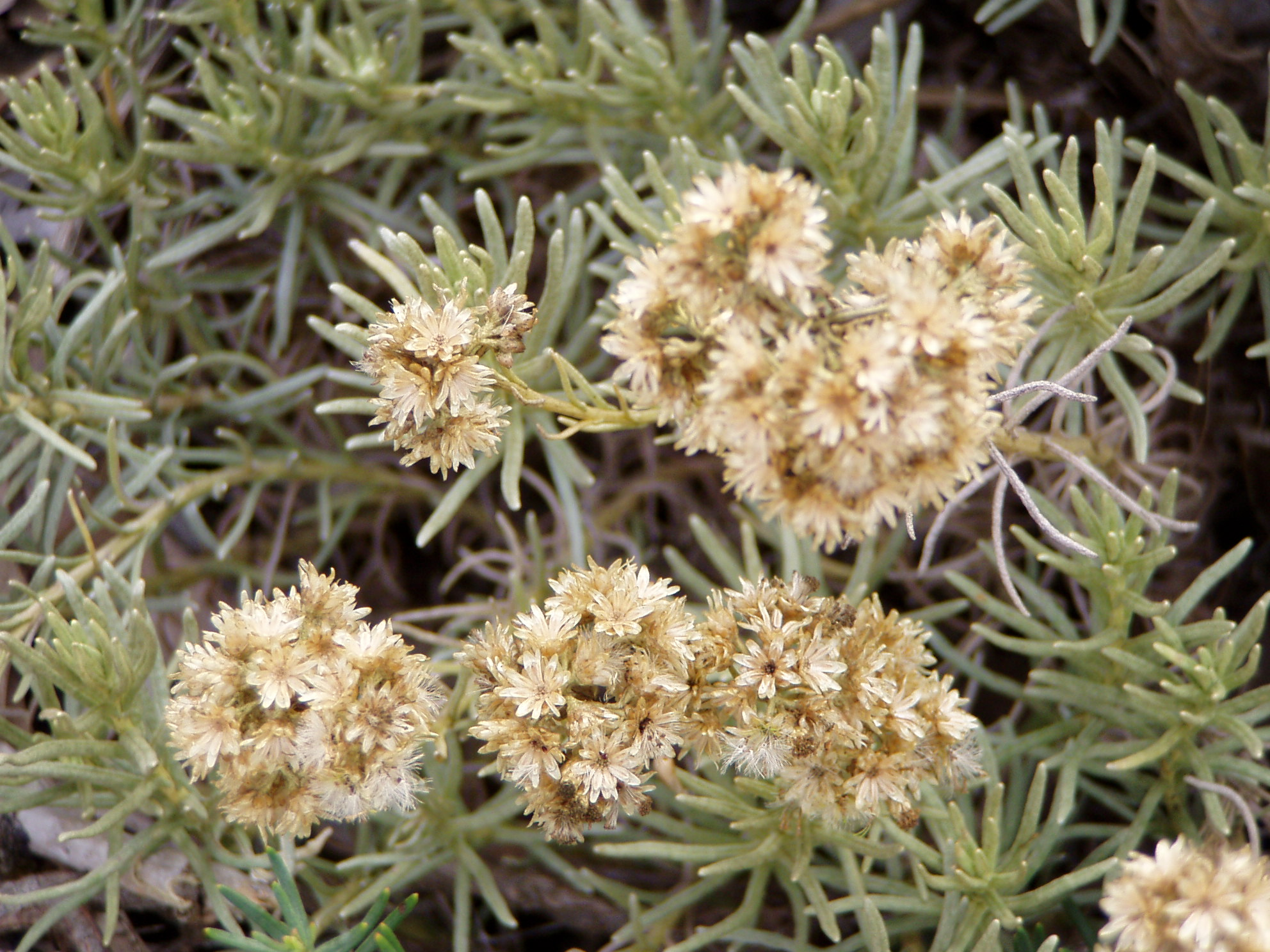
fruits.

Helichrysum italicum est une plante vivace de 25 à 50 cm, ligneuse à la base et sempervirente. Hermaphrodite, elle fleurit de mai à août. Elle est pollinisée par les insectes (et parfois autogame) et ses fruits sont dispersés par la gravité.
L'espèce type, déterminée par la sous-espèce Helichrysum italicum subsp. italicum, est décrite ainsi : toute la plante a une odeur forte de curry. Dressée ou ascendante, rameuse et tomenteuse, elle porte des feuilles linéaires très étroites, grêles et allongées, atteignant 2 à 3 cm, roulées en dessous par les bords, tomenteuses, verdâtres ou vertes sur les deux faces. Son involucre est petit (2 à 3 mm de diamètre), franchement oblong-cylindrique. Les fleurs sont des bractées d'un jaune pâle regroupées en capitules serrés en corymbe. Les bractées internes sont linéaires, dressées-appliquées, oblongues et non élargies au sommet, glanduleuses sur le dos et bien plus longues que les externes, ovales-obtuses. Les fruits sont des akènes très petits, couverts de petites glandes blanches et brillantes,.

### Sous-espèces
- Helichrysum italicum subsp. italicum - L'Immortelle d'Italie à proprement parler
- Helichrysum italicum subsp. microphyllum (Willd.) Nyman  Elle se distingue de l'espèce type par des feuilles plus courtes (1 cm) et par ses bractées internes et externes glanduleuses sur le dos.
- Helichrysum italicum subsp. serotinum (DC.) P.Fourn. Elle se distingue de l'espèce type par des capitules plus ovoïdes et des akènes dépourvus de glandes.
- Helichrysum italicum subsp. pseudolitoreum (Fiori) Bacch. & al.
- Helichrysum italicum subsp. siculum (Jord. & Fourr.) Galbany & al.
- Helichrysum italicum subsp. picardii (Boiss. & Reut.) Franco

## Écologie

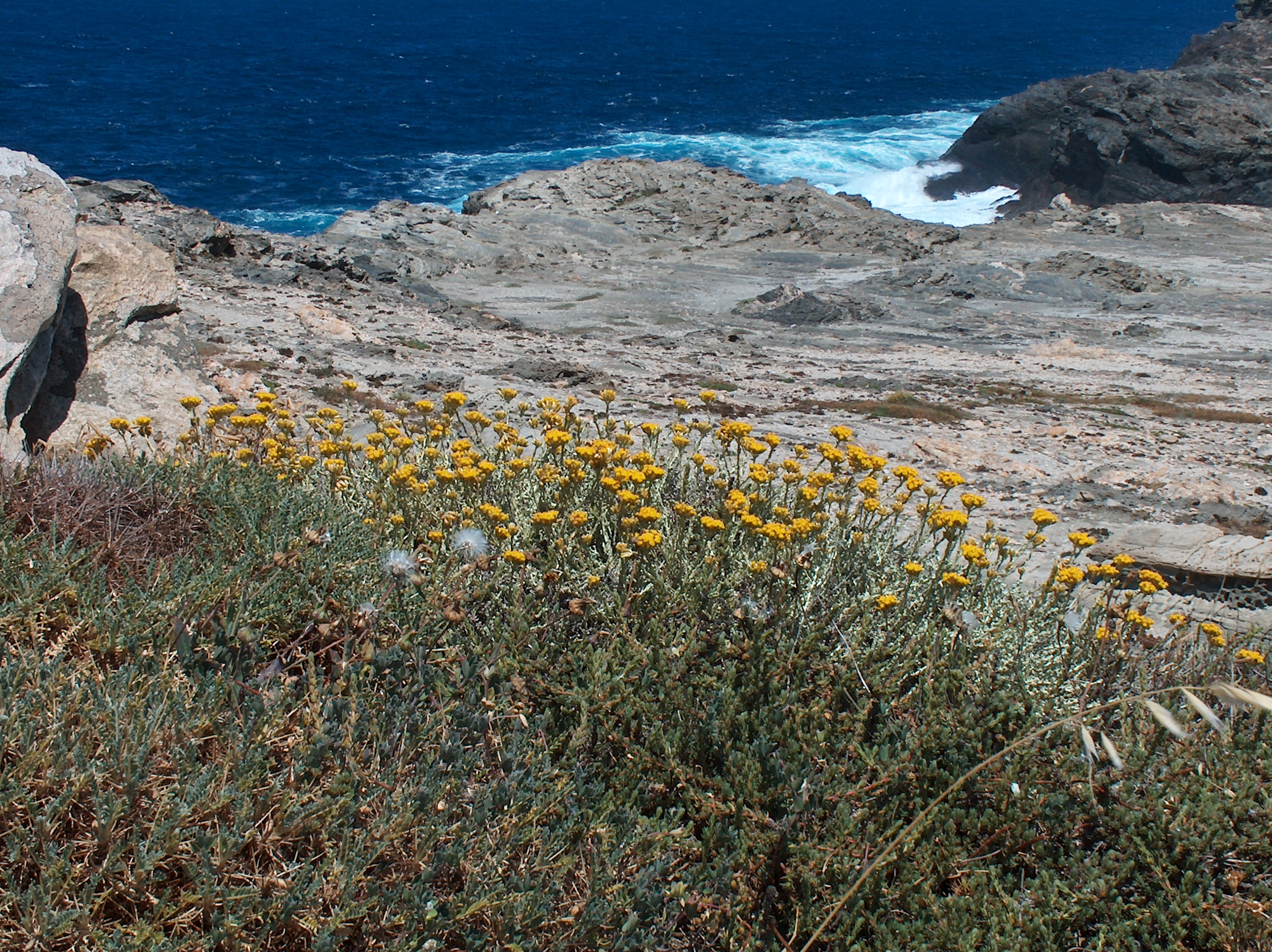
Falaise maritime de Sardaigne.

L'immortelle d'Italie est endémique du pourtour méditerranéen. Plus précisément, elle est présente en Algérie, au Maroc, à Chypre, en Grèce, en Albanie, en Monténégro, en Italie, en Slovénie, en Croatie, en France, au Portugal, en Bosnie-et-Herzégovine et en Espagne. Malgré certaines zones bien fournies (Corse, Sardaigne, zone littorale des Balkans), elle reste globalement rare. En France, elle est rare à très rare dans le Languedoc-Roussillon, les Alpes maritimes et dans le Var et assez rare à moyennement courante en Corse.
Son comportement est variable suivant la sous-espèce. Néanmoins toutes sont héliophiles, thermophiles et souvent xérophiles. Elles affectionnent essentiellement les roches composées d'altérites de calcaires ou de silice où elles s'installent souvent dans les fentes ou sur des zones très rocailleuses. Elles affectionnent donc des pH très différents.
- La sous-espèce italicum est propre aux falaises et pierriers granitiques des littoraux (Helichrysetalia italici) et des maquis (synonyme Rosmarinenalia officinalis)[4].
- La sous-espèce microphyllum, plus xérophile, est propre aux garrigues et falaises calcaires maritimes de Corse, Sardaigne et Italie (synonymes Crithmo maritimi-Staticetalia, Ononidion hispanicae subsp. ramosissimae)[4].
- La sous-espèce serotinum  est la plus continentale de toutes (synonyme Crucianellion maritimae)[4].

## Usages
Cultivée comme plante ornementale, elle est aussi utilisée à des fins alimentaires ainsi qu'en parfumerie en raison de ses arômes proches du curry.
La sommité fleurie (tige et multiples petites fleurs en haut de la plante) est récoltée lors de la période de floraison, principalement en juin et juillet. Un proverbe provençal explique qu'il est préférable de la recueillir trop tôt que trop tard "Voou mies la dessouta que de la laissa troou madura".
Il faut compter une tonne de fleurs pour produire 2 kg d’huile essentielle.

### Usages médicinaux
Les sommités fleuries d'Helichrysum italicum sont distillées afin de produire une huile essentielle. Il existe plusieurs chémotypes. Les chémotypes des sous-espèces microphyllum et serotinum semblent être les plus appréciés. Leurs huiles essentielles contiennent des monoterpènes, des sesquiterpènes, un ester terpénique, l'acétate de néryle et une cétone particulière, l'italidione (β-diketone (en) ). Elles ont des propriétés antioxydantes, antibactériennes et antifongiques. Ce sont également de puissants analgésiques.
En aromathérapie, elle est utilisée dans le traitement des hématomes, les douleurs inflammatoires et les troubles de la circulation sanguine. Son huile est surnommée « huile du boxeur ». Elle peut être utilisée par la voie cutanée pour les adultes avec une goutte 3 fois par jour pendant 7 jours .
Elle a également d'excellentes vertus cicatrisantes sur les plaies et les brûlures.
Comme la plupart des huiles essentielles, elle est déconseillée aux enfants et aux femmes enceintes ou allaitantes et sa consommation par voie interne nécessite obligatoirement la consultation d'un thérapeute.
L'immortelle d'Italie fait partie des 5 principales plantes utilisées par la mésange bleue pour protéger son nid contre les parasites.

## Protection
En France, Helichrysum italicum est protégée en région Provence-Alpes-Côte d'Azur.